# Cosmos Arena
Cosmos Arena rus: «Космос Арена» és un estadi de futbol de Samara, Rússia, amb capacitat per a 44.918 espectadors. És l'estadi del PFK Krília Soviétov Samara de la lliga russa de futbol, reemplaçant l'Estadi Metallurg.

## Construcció
Les autoritats de Samara van anunciar un concurs pel seu disseny a finals del 2012 amb un cost aproximat de 320$ milions.

## Esdeveniments

### Partits de la Copa del Món de Futbol de 2018
Aquest estadi és una de les seus de la Copa del Món de Futbol de 2018. Serà anomenat Samara Arena durant la Copa Mundial.

#### Fase de grups
| Costa Rica | 0–1     | Sèrbia      |
| ---------- | ------- | ----------- |
|            | Informe | Kolarov 56' |

| Dinamarca  | 1–1     | Austràlia        |
| ---------- | ------- | ---------------- |
| Eriksen 7' | Informe | Jedinak 38' (p.) |

| Uruguai                                       | 3–0     | Rússia        |
| --------------------------------------------- | ------- | ------------- |
| Suárez 10' · Txérixev 23' (p.p.) · Cavani 90' | Informe | Smólnikov 36' |

| Senegal | 0–1     | Colòmbia    |
| ------- | ------- | ----------- |
|         | Informe | Y. Mina 74' |

#### Vuitens de final
| Brasil                   | 2–0     | Mèxic |
| ------------------------ | ------- | ----- |
| Neymar 51' · Firmino 88' | Informe |       |

#### Quarts de final
| Suècia | 0–2     | Anglaterra                  |
| ------ | ------- | --------------------------- |
|        | Informe | Maguire 30' · Dele Alli 59' |